# Список народных артистов Украинской ССР
Звание Народный артист Украинской ССР учреждено 22 ноября 1922 года. Ниже приведён список народных артистов Украинской ССР по годам присвоения звания. Всего этого звания были удостоены 549 человек.

## 1920-е годы (5 человек)

### 1923 год (2 человека)
- Заньковецкая, Мария Константиновна (1860—1934), актриса театра[1]

- Штейнберг, Лев Петрович (1870—1945), дирижёр, композитор[2] (впоследствии народный артист СССР — 1937)

### 1925 год (3 человека)
- Курбас, Лесь (1887—1937), театральный режиссёр, актёр
- Кучугура-Кучеренко, Иван Иович (1878—1937), кобзарь
- Саксаганский, Панас Карпович (1859—1940), театральный режиссёр, актёр, драматург (впоследствии народный артист СССР — 1936)

## 1930-е годы (15 человек)

### 1930 год (2 человека)
- Донец, Михаил Иванович (1883—1941), оперный певец (бас)
- Литвиненко-Вольгемут, Мария Ивановна (1892—1966), оперная певица (лирико-драматическое сопрано)[3] (впоследствии народная артистка СССР — 1936)

### 1932 год (2 человека)
- Маргулян, Арнольд Эвадьевич (1879—1950), дирижёр[4]
- Прибик, Иосиф Вячеславович (1855—1937), дирижёр, композитор

### 1934 год (1 человек)
- Фореггер, Николай Михайлович (1892—1939), театральный режиссёр, балетмейстер

### 1936 год (3 человека)
- Борисоглебская, Анна Ивановна (1878—1939), актриса театра и кино[5]
- Кипоренко-Даманский, Юрий Степанович (1888—1955), оперный певец (драматический тенор)
- Паторжинский, Иван Сергеевич (1896—1960), оперный певец (бас)[6] (впоследствии народный артист СССР — 1944)

### 1937 год (1 человек)
- Столерман, Самуил Александрович (1874—1949), дирижёр

### 1938 год (2 человека)
- Колобов, Леонид Николаевич (1873—1943), театральный режиссёр, актёр
- Юра, Гнат Петрович (1888—1966), театральный режиссёр, актёр[7] (впоследствии народный артист СССР — 1940)

### 1939 год (4 человека)
- Крушельницкий, Марьян Михайлович (1897—1963), театральный режиссёр, актёр (впоследствии народный артист СССР — 1944)
- Петрусенко, Оксана Андреевна (1900—1940), оперная певица (колоратурное сопрано)
- Столярский, Пётр Соломонович (1871—1944), скрипач[8]
- Хохлов, Константин Павлович (1885—1956), актёр театра и кино, театральный режиссёр (впоследствии народный артист СССР — 1944)

## 1940-е годы (65 человек)

### 1940 год (11 человек)
- Бучма, Амвросий Максимилианович (1881—1957), актёр театра и кино, театральный режиссёр (впоследствии народный артист СССР — 1944)
- Василько, Василий Степанович (1893—1972), театральный режиссёр, актёр (впоследствии народный артист СССР — 1944)
- Ватуля, Алексей Михайлович (1891—1955), актёр театра и кино[9]
- Вильнер, Владимир Бертольдович (1885—1952), театральный режиссёр[10]
- Гайдай, Зоя Михайловна (1902—1965), оперная певица (сопрано, впоследствии народная артистка СССР — 1944)
- Гришко, Михаил Степанович (1901—1973), оперный певец (драматический баритон)[11] (впоследствии народный артист СССР — 1950)
- Манзий, Владимир Данилович (1884—1954), оперный режиссёр
- Марьяненко, Иван Александрович (1878—1962), театральный режиссёр, актёр (впоследствии народный артист СССР — 1944)
- Романицкий, Борис Васильевич (1891—1988), театральный режиссёр, актёр (впоследствии народный артист СССР — 1944)
- Шумский, Юрий Васильевич (1887—1954), актёр театра и кино, театральный режиссёр[12] (впоследствии народный артист СССР — 1944)
- Юра, Терентий Петрович (1884—1973), актёр театра и кино, театральный режиссёр

### 1941 год (4 человека)
- Воликовская, Ирина Ивановна (1902—1979), оперная певица (драматическое сопрано)
- Гужова, Вера Никитична (1898—1974), оперная певица (драматическое сопрано)
- Ропская, Александра Дмитриевна (1897—1957), оперная певица (меццо-сопрано)
- Частий, Николай Андреевич (1905—1962), оперный певец (бас)

### 1942 год (1 человек)
- Ревуцкий, Лев Николаевич (1889—1977), композитор[13] (впоследствии народный артист СССР — 1944)

### 1943 год (9 человек)
- Антонович, Даниил Исидорович (1889—1975),  актёр театра и кино (впоследствии народный артист СССР — 1954)
- Барвинская, Феодосия Андреевна (1899—1966), актриса театра[14]
- Высоцкий, Михаил Константинович (1885—1950), актёр театра и кино[15][16]
- Гаккебуш, Любовь Михайловна (1888—1947), актриса театра[17]
- Магар, Владимир Герасимович (1900—1965), театральный режиссёр, актёр[18] (впоследствии народный артист СССР — 1960)
- Маринич, Григорий Васильевич (1876—1961), оперный певец (тенор)
- Полежаев, Георгий Михайлович (1900—1986), актёр театра и кино, театральный режиссёр
- Сердюк, Александр Иванович (1900—1988), актёр театра и кино, театральный режиссёр (впоследствии народный артист СССР — 1951)
- Чистякова, Валентина Николаевна (1900—1984), театральный режиссёр, актриса[19]

### 1946 год (17 человек)
- Аристов, Василий Михайлович (1898—1962), актёр театра и кино, театральный режиссёр[20]
- Бем, Мария Петровна (1906—1978), оперная певица (лирико-колоратурное сопрано)
- Бронзов, Иван Лаврентьевич (1896—1963), оперный певец (баритон)
- Бугова, Лия Исааковна (1900—1981), актриса театра[21]
- Васильева, Антонина Ивановна (1910—1997), артистка балета
- Комиссаров, Николай Валерианович (1890—1957), актёр театра и кино
- Крамаренко, Андрей Иванович (1897—1976), актёр театра
- Ляров, Матвей Львович (1884—1964), актёр театра и кино
- Мещерская, Анна Ефимовна (1876—1951), актриса театра
- Милютенко, Дмитрий Емельянович (1899—1966), актёр театра и кино (впоследствии народный артист СССР — 1960)
- Минаев, Кузьма Афанасьевич (1895—1950), оперный певец (баритон)
- Освецимский, Владимир Иванович (1886—1955), актёр театра и кино[22]
- Романов, Михаил Фёдорович (1896—1963), актёр театра и кино, театральный режиссёр (впоследствии народный артист СССР — 1951)
- Роменский, Михаил Дамианович (1885—1971), оперный певец (бас)
- Сокирко, Владимир Константинович (1892—1983), актёр театра и кино
- Федорцева, Софья Владимировна (1900—1988), актриса театра и кино
- Халатов, Виктор Михайлович (1901—1969), актёр театра и кино

### 1947 год (13 человек)
- Голубинский, Дмитрий Михайлович (1880—1958), актёр театра и кино[23]
- Дубовик, Леонтий Фёдорович (1902—1952), театральный режиссёр
- Дударев, Дмитрий Александрович (1890—1960), актёр театра
- Левицкая, Анастасия Зиновьевна (1899—1955), оперная певица (меццо-сопрано)
- Любарт, Варвара Антоновна (1898—1967), актриса театра
- Мациевская, Лидия Владимировна (1889—1955), актриса театра
- Петрова, Евгения Алексеевна (1903—1989), актриса театра и кино
- Пирадов, Владимир Иосифович (1892—1954), дирижёр
- Рахлин, Натан Григорьевич (1906—1979), дирижёр[24] (впоследствии народный артист СССР — 1948)
- Садовский, Иван Иванович (1876—1948), актёр театра
- Стефанович, Михаил Павлович (1898—1970), оперный певец (бас-кантанте), оперный режиссёр
- Юра-Юрский, Александр Петрович (1895—1968), актёр театра
- Ярёменко, Василий Сергеевич (1895—1976), актёр театра и кино (впоследствии народный артист СССР — 1954)

### 1948 год (10 человек)
- Белоусов, Михаил Михайлович (1905—1960), актёр театра[25]
- Вронский, Вахтанг Иванович (1905—1988), артист балета, балетмейстер[26] (впоследствии народный артист СССР — 1962)
- Добровольский, Виктор Николаевич (1906—1984), актёр театра и кино (впоследствии народный артист СССР — 1960)
- Карташова, Лидия Павловна (1881—1972), актриса театра и кино
- Лавров, Юрий Сергеевич (1905—1980), актёр театра и кино[27] (впоследствии народный артист СССР — 1960)
- Петров, Сергей Сергеевич (1895—1965), актёр театра и кино
- Покровский, Николай Дмитриевич (1901—1985), дирижёр
- Радчук, Фёдор Иванович (1902—1986), актёр театра и кино
- Станиславова, Александра Ефимовна (1900—1985), оперная певица (драматическое сопрано)
- Тоцкий, Иван Корнилович (1896—1957), оперный певец (бас-кантанте)

### 1949 год (2 человека)
- Колобов, Александр Митрофанович (1895—1980), оперный певец (баритон)
- Сабинин, Юрий Давидович (1882—1958), оперный певец (бас)[28]

## 1950-е годы (61 человек)

### 1951 год (11 человек)
- Аркадьев, Аркадий Иванович (1907—1993), актёр театра и кино, театральный режиссёр[29] (впоследствии народный артист СССР — 1977)
- Белинник, Пётр Сергеевич (1906—1998), оперный певец (лирический тенор)[30] (впоследствии народный артист СССР — 1954)
- Борищенко, Виктор Петрович (1914—1996), оперный певец (лирико-драматический тенор)
- Осмяловская, Екатерина Александровна (1904—1997), актриса театра и кино[22]
- Пономаренко, Евгений Порфирьевич (1909—1994), актёр театра и кино[31] (впоследствии народный артист СССР — 1960)
- Сергиенко, Пётр Трофимович (1902—1984), актёр театра
- Соломарский, Александр Иванович (1897—1980), театральный режиссёр, актёр
- Табачникова, Полина Моисеевна (1900—1994), актриса театра и кино[22]
- Таршин, Алексей Михайлович (1906—1986), актёр театра и кино
- Хрукалова, Зинаида Семёновна (1907—1994), актриса театра
- Чавдар, Елизавета Ивановна (1925—1989), оперная певица (колоратурное сопрано) (впоследствии народная артистка СССР — 1952)

### 1952 год (1 человек)
- Вощак, Ярослав Антонович (1921—1989), дирижёр[32] (впоследствии народный артист СССР — 1979)

### 1953 год (5 человек)
- Бондаренко, Евгений Васильевич (1905—1977), актёр театра и кино[33] (впоследствии народный артист СССР — 1960)
- Высоков, Василий Фёдорович (1892—1969), театральный режиссёр, актёр
- Козаченко, Григорий Яковлевич (1901—1970), актёр театра и кино
- Покотило, Михаил Фёдорович (1906—1971), актёр театра и кино, театральный режиссёр
- Хорошун, Антон Афанасьевич (1893—1970), актёр театра

### 1954 год (29 человек)
- Бабенко, Георгий Гаврилович (1909—1977), актёр театра и кино[34]
- Ветров, Пётр Сидорович (1911—1980), театральный режиссёр, актёр
- Гаенко, Фаина Григорьевна (1900—1965), актриса театра и кино[17]
- Гончаренко, Нина Ивановна (1919—1996), оперная певица (меццо-сопрано)
- Дальский, Владимир Михайлович (1912—1998), актёр театра и кино[35] (впоследствии народный артист СССР — 1960)
- Данченко, Владимир Андреевич (1914—1967), актёр театра и кино[36]
- Драга-Сумарокова, Валерия Францевна (1896—1967), актриса театра и кино[37]
- Здиховский, Александр Афанасьевич (1907—1990), театральный режиссёр[38]
- Золотаренко, Евгений Антонович (1889—1955), актёр театра
- Кармалюк, Павел Петрович (1908—1986), оперный певец (баритон)[39] (впоследствии народный артист СССР — 1960)
- Киянский, Павел Иванович (1898—1982), актёр театра и кино
- Козачковский, Домиан Иванович (1896—1967), актёр театра и кино, театральный режиссёр
- Кононенко, Митрофан Фадеевич (1900—1965), актёр театра
- Кривицкая, Александра Сергеевна (1899—1983), актриса театра[40]
- Криницкая, Лидия Антоновна (1898—1966), актриса театра
- Лобанова, Лилия Даниловна (1922—1992), оперная и камерная певица (лирико-драматическое сопрано)
- Лучицкий, Борис Болеславович (1906—1966), театральный режиссёр, актёр
- Любич, Иван Сергеевич (1899—1981), актёр театра и кино
- Людкевич, Станислав Филиппович (1879—1979), дирижёр, композитор (впоследствии народный артист СССР — 1969)
- Максимов, Алексей Матвеевич (1899—1965), актёр театра и кино, театральный режиссёр
- Михайлов, Павел Васильевич (1908—1980), актёр театра и кино
- Морозова, Анастасия Ивановна (1907—1984), актриса театра
- Новинская, Вера Петровна (1900—1982), актриса театра оперетты (сопрано)[22]
- Норд, Бенедикт Наумович (1901—1965), театральный режиссёр[22]
- Руденко, Лариса Архиповна (1918—1981), оперная певица (меццо-сопрано)[41] (впоследствии народная артистка СССР — 1960)
- Скляренко, Владимир Михайлович (1907—1984), театральный режиссёр
- Смирнов, Николай Петрович (1912—1963), театральный режиссёр, актёр
- Тягно, Борис Фомич (1904—1964), театральный режиссёр
- Харченко, Василий Иванович (1910—1971), театральный режиссёр

### 1956 год (4 человека)
- Волин, Алексей Михайлович (1898—1975), актёр театра
- Гай, Александр Дмитриевич (1914—2000), актёр театра и кино[17] (впоследствии народный артист СССР — 1977)
- Доценко, Надежда Петровна (1914—1994), актриса театра и кино[32] (впоследствии народная артистка СССР — 1972)
- Пономаренко, Дмитрий Дмитриевич (1909—1987), актёр театра и кино

### 1957 год (8 человек)
- Верменич, Андрей Андреевич (1897—1979), актёр театра
- Вирский, Павел Павлович (1905—1975), артист балета, балетмейстер (впоследствии народный артист СССР — 1960)
- Карпенко, Сергей Гордеевич (1895—1959), актёр театра и кино
- Козерацкий, Василий Федосеевич (1906—1982), оперный певец (драматический тенор)
- Михневич, Пётр Герасимович (1901—1993), актёр театра и кино
- Ольшевская, Галина Сергеевна (1898—1972), актриса театра[22]
- Тамарова, Нина Васильевна (1900—1983), актриса театра
- Тольба, Вениамин Савельевич (1909—1984), дирижёр[42][43]

### 1958 год (1 человек)
- Червонюк, Евгений Иванович (1924—1982), оперный певец (бас)[32] (впоследствии народный артист СССР — 1967)

### 1959 год (2 человека)
- Овчаренко, Василий Иванович (1899—1978), актёр театра[22]
- Потапова, Елена Михайловна (р. 1930), артистка балета[32] (впоследствии народная артистка СССР — 1970)

## 1960-е годы (98 человек)

### 1960 год (30 человек)
- Апухтин, Николай Александрович (1924—1996), артист балета
- Белов, Анатолий Антонович (1925—2001), артист балета
- Березин, Ефим Иосифович (1919—2004), актёр эстрады и кино[44]
- Борин-Шварцман, Борис Абрамович (1899—1965), театральный режиссёр
- Верёвка, Григорий Гурьевич (1895—1964), дирижёр, композитор
- Верещагин, Фёдор Григорьевич (1910—1986), театральный режиссёр[17] (впоследствии народный артист СССР — 1977)
- Ершова, Евгения Николаевна (1925—2009), артистка балета[45]
- Ивченко, Виктор Илларионович (1912—1972), кинорежиссёр, сценарист
- Кобринский, Илья Григорьевич (1904—1979), театральный режиссёр
- Козак, Сергей Давыдович (1921—1993), оперный певец (баритон), композитор
- Кречко, Михаил Михайлович (1925—1996), дирижёр, композитор
- Лазарев, Григорий Митрофанович (1907—1989), актёр театра
- Мирошниченко, Евгения Семёновна (1931—2009), оперная певица (колоратурное сопрано)[32] (впоследствии народная артистка СССР — 1965)
- Муравский, Павел Иванович (1914—2014), дирижёр
- Сабуров, Борис Александрович (1912—1992), актёр театра и кино[46]
- Сергиенко, Раиса Михайловна (1925—1987), оперная певица (лирико-драматическое сопрано)[32] (впоследствии народная артистка СССР — 1973)
- Сикало, Иван Михайлович (1909—1975), театральный режиссёр, актёр
- Симеонов, Константин Арсеньевич (1910—1987), дирижёр[47] (впоследствии народный артист СССР — 1962)
- Слободян, Наталья Васильевна (1923—2013), артистка балета
- Смолич, Дмитрий Николаевич (1911—1987), оперный режиссёр[48] (впоследствии народный артист СССР — 1979)
- Соколов, Николай Алексеевич (1906—1981), театральный режиссёр, актёр
- Сорока, Александр Назарьевич (1900—1963), дирижёр
- Тараканов, Николай Михайлович (1898—1976), дирижёр
- Тарасенко, Алексей Григорьевич (1909—1991), театральный режиссёр, актёр
- Твердохлеб, Иван Иосифович (1899—1986), актёр театра и кино
- Тимошенко, Юрий Трофимович (1919—1986), актёр эстрады и кино[49]
- Фокин, Николай Сергеевич (1912—1990), оперный певец (лирический тенор)
- Хорош, Михаил Павлович (1904—1993), актёр театра и кино
- Чистяков, Борис Ильич (1914—1980), артист балета, дирижёр
- Юченков, Глеб Иванович (1911—1993), актёр театра и кино

### 1962 год (2 человека)
- Кусенко, Ольга Яковлевна (1919—1997), актриса театра и кино[50] (впоследствии народная артистка СССР — 1967)
- Пономаренко, Таисия Васильевна (1925—2002) оперная певица (лирико-драматическое сопрано)

### 1963 год (2 человека)
- Поливанова, Галина Анатольевна (1929—2020), оперная певица (сопрано)
- Чкония, Ламара Григорьевна (1930—2024), оперная певица (лирико-колоратурное сопрано)[51] (впоследствии народная артистка СССР — 1976)

### 1964 год (7 человек)
- Величко, Юрий Алексеевич (1917—1986), актёр театра и кино[52]
- Вирская-Котляр, Валерия Семёновна (1930—2016), артистка балета, танцовщица
- Водяной, Михаил Григорьевич (1924—1987), актёр театра и кино[53] (впоследствии народный артист СССР — 1976)
- Геляс, Ярослав Томович (1916—1992), актёр театра и кино[54]
- Канишевский, Григорий Митрофанович (1912—1991), театральный режиссёр, актёр
- Михайличенко, Ирина Гавриловна (1921—1977), артистка балета
- Томм, Элеонора Николаевна (1915—1988), оперная певица (меццо-сопрано)

### 1965 год (12 человек)
- Гуляев, Юрий Александрович (1930—1986), эстрадный и оперный певец (баритон), композитор[55] (впоследствии народный артист СССР — 1968)
- Донец-Тессейр, Мария Эдуардовна (1889—1974), оперная певица (колоратурное сопрано)
- Калиновская, Валентина Фёдоровна (1938—2025), артистка балета[56] (впоследствии народная артистка СССР — 1968)
- Кириллина, Галина Семёновна (р. 1930), артистка балета
- Протасенко, Николай Прокофьевич (1923—2000), актёр театра
- Сатосова, Людмила Ивановна (1926—2008), актриса театра
- Силаев, Лев Григорьевич (1922—1993), актёр театра и кино, режиссёр
- Смоляк, Виталий Елисеевич (1915—1982), театральный режиссёр, актёр
- Сова, Андрей Корнеевич (1912—1994), киноактёр, артист эстрады
- Тимохин, Владимир Ильич (1929—1999), оперный певец (лирический тенор)
- Христич, Зоя Петровна (1932—2016), оперная певица (сопрано)[57]
- Янушевич, Анна Яковлевна (1907—1983), актриса театра и кино

### 1966 год (1 человек)
- Решетников, Анатолий Георгиевич (1923—2018), актёр театра и кино

### 1967 год (10 человек)
- Афанасьев, Виктор Андреевич (1917—1987), театральный режиссёр
- Кикоть, Андрей Иванович (1929—1975), оперный певец (бас-кантанте)[58]
- Ковалёв, Алексей Владимирович (1932—2009), артист балета
- Копержинская, Нонна Кронидовна (1920—1999), актриса театра и кино[59]
- Круглов, Веанир Иванович (1936—2015), артист балета
- Педошенко, Николай Ефремович (1911—1992), актёр театра
- Равицкий, Николай Петрович (1921—1998), театральный режиссёр
- Роговцева, Ада Николаевна (р. 1937), актриса театра и кино[60] (впоследствии народная артистка СССР — 1978)
- Смеян, Сергей Константинович (1925—2014), актёр театра и кино, театральный режиссёр
- Третьяк, Василий Яковлевич (1926—1989), оперный певец (драматический тенор)[61] (впоследствии народный артист СССР — 1980)

### 1968 год (14 человек)
- Арканова, Валентина Фёдоровна (1934—2013), оперная певица (колоратурное сопрано)
- Дехтярёва, Зинаида Николаевна (1927—2004), актриса театра и кино[62]
- Ивицкий, Ростислав Георгиевич (1908—1974), актёр театра и кино
- Игнатенко, Владимир Пименович (1920—2007), актёр театра
- Колыванова, Светлана Ивановна (р. 1940), артистка балета
- Лятошинский, Борис Николаевич (1895—1968), дирижёр, композитор
- Майборода, Платон Илларионович (1918—1989), композитор[32] (впоследствии народный артист СССР — 1979)
- Мызников, Виктор Александрович (1911—1989), дирижёр, пианист
- Омельчук, Алексей Владимирович (1911—1981), актёр театра и кино
- Подьякова, Роза Ивановна (1925—1969), актриса театра
- Тарабаринов, Леонид Семёнович (1928—2008), актёр театра и кино[63] (впоследствии народный артист СССР — 1972)
- Тимош, Лидия Петровна (1918—2000), актриса театра
- Шевченко, Михаил Иванович (1923—1993), оперный певец (лирический баритон)
- Юницкий, Анатолий Иванович (1912—1976), актёр театра

### 1969 год (20 человек)
- Азарх-Опалова, Евгения Эммануиловна (1900—1985), актриса театра и кино[64]
- Алексидзе, Дмитрий Александрович (1910—1984), театральный режиссёр[65] (впоследствии народный артист СССР — 1976)
- Аркушенко, Владимир Прокофьевич (1925—1977), актёр театра и кино[66]
- Благовидова, Ольга Николаевна (1905—1975), оперная певица (меццо-сопрано)
- Бондарь-Белгородский, Андрей Исакович (1910—1987), театральный режиссёр, актёр
- Заднепровский, Михаил Александрович (1924—1980), актёр театра и кино[67]
- Кавалеридзе, Иван Петрович (1887—1978), скульптор, театральный и кинорежиссёр, сценарист
- Квасенко, Алла Владимировна (1918—2008), актриса театра
- Колосова, Рея Александровна (1924—2008), актриса театра
- Кос-Анатольский, Анатолий Иосифович (1909—1983), композитор
- Левчук, Тимофей Васильевич (1912—1998), кинорежиссёр[68] (впоследствии народный артист СССР — 1972)
- Онипко, Семён Иванович (1913—1975), актёр театра
- Радченко, Клавдия Павловна (1925—1997), оперная певица (лирическое сопрано)
- Рушковский, Николай Николаевич (1925—2018), актёр театра и кино
- Соловьяненко, Анатолий Борисович (1932—1999), оперный певец (лирико-драматический тенор)[69] (впоследствии народный артист СССР — 1975)
- Турчак, Стефан Васильевич (1938—1988), дирижёр (впоследствии народный артист СССР — 1977)
- Туфтина, Галина Афанасьевна (1933—2007), оперная певица (меццо-сопрано) (впоследствии народная артистка СССР — 1980)
- Филиппенко, Аркадий Дмитриевич (1912—1983), композитор
- Франько, Дмитрий Васильевич (1913—1982), актёр театра и кино
- Шевцов, Дмитрий Александрович (1928—1996), артист оперетты, театральный режиссёр

## 1970-е годы (174 человека)

### 1970 год (7 человек)
- Дашенко, Василий Павлович (1916—1985), актёр театра и кино[70]
- Петриненко, Диана Игнатьевна (1930—2018), оперная певица (лирико-колоратурное сопрано)[71] (впоследствии народная артистка СССР — 1975)
- Подовалова, Нина Ивановна (1923—2010), актриса театра
- Станкевич, Станислав Иванович (р. 1928), актёр театра и кино
- Ткаченко, Юлия Семёновна (1928—2008), актриса театра и кино
- Штогаренко, Андрей Яковлевич (1902—1992), композитор[72] (впоследствии народный артист СССР — 1972)
- Яковченко, Николай Фёдорович (1900—1974), актёр театра и кино[73]

### 1971 год (7 человек)
- Гаврилко, Ростислав Андреевич (1914—1984), театральный режиссёр, актёр
- Луценко, Александр Устимович (1911—2001), актёр театра и кино
- Мажуга, Юрий Николаевич (1931—2022), актёр театра и кино[74] (впоследствии народный артист СССР — 1981)
- Манойло, Николай Фёдорович (1927—1998), оперный певец (баритон)[75] (впоследствии народный артист СССР — 1976)
- Микиша, Михаил Венедиктович (1885—1971), оперный и камерный певец (лирико-драматический тенор)
- Панасьев, Николай Лаврентьевич (1918—1980), актёр театра и кино
- Шкурат, Степан Иосифович (1886—1973), актёр театра и кино

### 1972 год (13 человек)
- Врабель, Александр Михайлович (1931—2002), оперный певец (баритон)
- Калачевская, Любовь Филипповна (1919—1995), актриса театра
- Колесник, Раиса Самсоновна (р. 1939), оперная и камерная певица (лирико-колоратурное сопрано)
- Колесса, Николай Филаретович (1903—2006), дирижёр, композитор[76] (впоследствии народный артист СССР — 1991)
- Лубяной, Владимир Яковлевич (1926—1991), оперный певец (бас)
- Максименко, Владимир Григорьевич (1912—1994), актёр театра и кино
- Мизиненко, Виктор Никитич (1903—1976), актёр театра и кино
- Николаева, Анна Тимофеевна (1922—2003), актриса театра и кино
- Огневой, Константин Дмитриевич (1926—1999), оперный и эстрадный певец (лирический тенор)
- Пелехатый, Демьян Кузьмич (1926—1994), дирижёр
- Полинская, Вера Константиновна (1913—1994), актриса театра
- Туз, Валентина Порфирьевна (1931—1993), актриса театра
- Чибисова, Светлана Михайловна (1927—2020), актриса театра

### 1973 год (24 человека)
- Богатиков, Юрий Иосифович (1932—2002), эстрадный певец (баритон)[77] (впоследствии народный артист СССР — 1985)
- Божек, Юлий Иванович (1915—1994), актёр театра[78]
- Гринько, Николай Григорьевич (1920—1989), актёр театра и кино[79]
- Грипич, Владимир Григорьевич (1923—2005), театральный режиссёр, актёр[80] (впоследствии народный артист СССР — 1979)
- Доминчен, Климентий Яковлевич (1907—1993), дирижёр, композитор
- Жуковский, Герман Леонтьевич (1931—2006), композитор
- Клёнов, Павел Никитич (1924—2014), актёр театра и кино
- Кожевникова, Валентина Михайловна (1926—1997), актриса театра
- Козаковский, Юрий Станиславович (1902—1980), актёр театра
- Кондратюк, Николай Кондратьевич (1931—2006), оперный певец (баритон)[81] (впоследствии народный артист СССР — 1978)
- Кривохижа, Анатолий Михайлович (1925—2025), хореограф
- Кушниренко, Андрей Николаевич (1933—2013), дирижёр, композитор
- Лукашова, Ираида Петровна (р. 1938), артистка балета, балетмейстер
- Мейтус, Юлий Сергеевич (1903—1997), композитор
- Мокренко, Анатолий Юрьевич (1933—2020), оперный певец (баритон)[82] (впоследствии народный артист СССР — 1976)
- Ненашев, Владимир Иванович (1923—1995), актёр театра
- Ошеровский, Матвей Абрамович (1920—2009), театральный режиссёр
- Петровский, Александр Юрьевич (1908—1983), дирижёр
- Попеску, Теодор Константинович (1935—2008), артист балета
- Рихтер, Анатолий Петрович (1930—1996), оперный певец (бас)
- Семенов, Георгий Игнатьевич (1912—1982), актёр театра и кино
- Трощановский, Аркадий Федорович (1914—1986), актёр театра и кино, режиссёр
- Чинкин, Борис Михайлович (1916—1977), актёр театра и кино
- Якубович, Джульетта Антоновна (р. 1935), оперная певица (колоратурное сопрано)

### 1974 год (14 человек)
- Антонов, Павел Павлович (1916—1985), актёр театра
- Балог, Клара Фёдоровна (1928—2018), балетмейстер
- Быков, Леонид Фёдорович (1928—1978), актёр театра и кино, кинорежиссёр[83]
- Венедиктов, Лев Николаевич (1924—2017), дирижёр[84] (впоследствии народный артист СССР — 1979)
- Волкова, Клавдия Васильевна (1909—1985), актриса театра и кино[85]
- Гавриленко, Алла Васильевна (р. 1934), артистка балета
- Гурская, Нонна Васильевна (1932—2012), актриса театра
- Дёмина, Маргарита Ивановна (1922—1999), артистка оперетты
- Иващенко, Игорь Ефремович (1931—2014), дирижёр, композитор
- Лагода, Алла Вячеславовна (р. 1937), артистка балета, балетмейстер
- Лизогуб, Владимир Сергеевич (1918—1996), актёр театра, театральный режиссёр
- Наум, Наталия Михайловна (1933—2004), актриса театра и кино[86]
- Степанков, Константин Петрович (1928—2004), актёр театра и кино[87] (впоследствии народный артист СССР — 1977)
- Сыроватко, Валерия Яковлевна (1925—1994), актриса театра

### 1975 год (10 человек)
- Авдиевский, Анатолий Тимофеевич (1933—2016), дирижёр, композитор (впоследствии народный артист СССР — 1983)
- Дидык, Тамара Софроновна (1935—2023), оперная певица (лирико-драматическое сопрано)
- Исупов, Герман Алексеевич (1935—2001), артист балета
- Кравчук, Анатолий Андреевич (1934—2000), театральный режиссёр, актёр
- Любимова, Вера Михайловна (1925—2020), оперная певица (драматическое сопрано)
- Огренич, Николай Леонидович (1937—2000), оперный певец (тенор)
- Рыбчинский, Игорь Всеволодович (1917—?), театральный режиссёр, актёр
- Суржина, Нонна Андреевна (р. 1937), оперная певица (меццо-сопрано)[88] (впоследствии народная артистка СССР — 1976)
- Тищенко, Георгий Филиппович (1921—2003), актёр театра
- Шамо, Игорь Наумович (1925—1982), композитор

### 1976 год (20 человек)
- Ануров, Александр Герасимович (1914—1995), актёр театра и кино[89]
- Балабуха, Фёдор Алексеевич (1926—1990), актёр театра
- Балиев, Евгений Яковлевич (1912—2006), актёр театра и кино[90]
- Заец, Борис Михайлович (1932—2007), цирковой режиссёр
- Карапетян, Гурген Карпович (1921—1986), дирижёр
- Ковтун, Валерий Петрович (1944—2005), артист балета, балетмейстер[91] (впоследствии народный артист СССР — 1978)
- Конопацкий, Василий Иванович (1918—2007), театральный режиссёр, актёр
- Кушаков, Евгений Иванович (1929—2009),  театральный режиссёр
- Молостова, Ирина Александровна (1929—1999), театральный режиссёр
- Момот, Николай Семенович (1932—2017), оперный певец (лирико-драматический тенор)
- Осташевский, Генрих Романович (1921—2004), актёр театра и кино
- Петрусь, Василий Васильевич (1921—1992), цирковой дирижёр, кларнетист, саксофонист
- Попова, Любовь Васильевна (1925—1996), оперная певица (меццо-сопрано)
- Пустовалов, Александр Иванович (р. 1937), дирижёр
- Ротару, София Михайловна (р. 1947), эстрадная певица (сопрано)[92] (впоследствии народная артистка СССР — 1988)
- Рудяков, Андрей Павлович (1918—2001), актёр театра, режиссёр
- Силантьев, Константин Васильевич (1931—2005), певец (бас)
- Филимонов, Сергей Иванович (1926—2004), актёр театра и кино
- Ципола, Гизелла Альбертовна (р. 1944), оперная певица (сопрано)[93] (впоследствии народная артистка СССР — 1988)
- Юргенс, Наталья Никитична (1932—2014), актриса театра

### 1977 год (20 человек)
- Билаш, Александр Иванович (1931—2003), композитор[94] (впоследствии народный артист СССР — 1990)
- Вантух, Мирослав Михайлович (р. 1939), хореограф
- Вершинина, Людмила Ивановна (1928—2021), актриса театра
- Войнова-Павловская, Ольга Петровна (1939—2002), певица (контральто)
- Воробьёва, Евгения Васильевна (1932—2013), актриса театра и кино[95]
- Гайдамака, Пётр Данилович (1907—1981), дирижёр, композитор
- Голубович, Михаил Васильевич (1943—2023), актёр театра и кино[96]
- Данченко, Сергей Владимирович (1937—2001), театральный режиссёр[97] (впоследствии народный артист СССР — 1988)
- Кирейко, Виталий Дмитриевич (1926—2016), композитор
- Кириллова, Галина Николаевна (1919—1986), артистка балета
- Кислякова, Тамара Ивановна (1925—2001), актриса театра
- Мельников, Жан Александрович (1936—2021), актёр театра и кино, театральный режиссёр
- Молошников, Игорь Иванович (1927—2021), актёр театра
- Павленко, Нина Евтухиевна (р. 1932), бандуристка
- Прокопович, Борис Миронович (1929—1990), театральный режиссёр
- Рябов, Олег Михайлович (1932—1996), дирижёр
- Скибенко, Анатолий Никифорович (1924—1981), актёр театра и кино, театральный режиссёр
- Таякина, Татьяна Алексеевна (1951—2023), артистка балета[98] (впоследствии народная артистка СССР — 1980)
- Третьякова, Валентина Петровна (р. 1932), певица (лирико-колоратурное сопрано), бандуристка
- Яровинский, Борис Львович (1922—2000), дирижёр, композитор

### 1978 год (21 человек)
- Ананьев, Александр Николаевич (1912—?), актёр театра
- Барсегян, Александр Сергеевич (1929—2011), театральный режиссёр
- Белецкая, Неонила Николаевна (р. 1938), актриса театра
- Бондаренко, Людмила Михайловна (1927—1999), актриса театра
- Гнедаш, Вадим Борисович (1931—2021), дирижёр
- Грицюк, Владилен Григорьевич (1933—2004), оперный певец (бас)
- Грищенко, Степан Степанович (р. 1936), певец (тенор)
- Зарков, Владимир Григорьевич (1945—1999), оперный певец (тенор)
- Карпенко, Константин Николаевич (1920—1991), актёр театра
- Колесник, Евдокия Васильевна (р. 1942), оперная певица (сопрано)
- Литвинов, Александр Исакович (1927—2007), дирижер, композитор
- Лысак, Зинаида Петровна (1930—2006), оперная певица (меццо-сопрано)
- Маняченко, Анатолий Алексеевич (р. 1940), певец (бас)
- Мурзай, Галина Николаевна (р. 1943), певица
- Павлюченко, Станислав Евстигнеевич (1937—2010), дирижёр
- Полуденный, Николай Михайлович (1938—2005), оперный певец (баритон)
- Самофатов, Иван Николаевич (1931—1985), дирижёр
- Сморгачёва, Людмила Ивановна (р. 1950), артистка балета
- Тарапата, Иван Кузьмич (1920—1996), актёр театра и кино
- Утеганов, Александр Кадырович (1924—1991), театральный режиссёр
- Хилько, Раиса Алексеевна (р. 1950), артистка балета

### 1979 год (38 человек)
- Андрусенко, Николай Иванович (1922—2010), актёр театра
- Байко, Даниила Яковлевна (1929—2019), певица (меццо-сопрано)
- Байко, Мария Яковлевна (1931—2020), певица (меццо-сопрано)
- Байко, Нина Яковлевна (р. 1933), певица (меццо-сопрано)
- Барышева, Наталья Здиславовна (р. 1946), артистка балета
- Борщов, Дмитрий Васильевич (1924—2008), актёр театра
- Бурлюк, Алла Леонидовна (1935—1998), актриса театра
- Гамова, Юлия Петровна (р. 1935), бандуристка
- Гвоздь, Николай Петрович (1937—2010), бандурист
- Гомон, Алексей Александрович (1938—2003), артист балета, балетмейстер
- Заклунная, Валерия Гаврииловна (1942—2016), актриса театра и кино[99]
- Каликин, Геннадий Георгиевич (1938—2006), оперный певец (баритон)
- Кириченко, Раиса Афанасьевна (1943—2005), певица (меццо-сопрано)
- Клименко, Мария Николаевна (1924—2000), актриса театра
- Клявин, Роберт Альбертович (1929—2002), артист балета
- Коваленко, Екатерина Андреевна (1920—?), актриса театра
- Кононенко, Григорий Иосифович (1938—2006), театральный режиссёр
- Которович, Богодар Антонович (1941—2009), дирижёр, скрипач
- Кочерга, Анатолий Иванович (р. 1949), оперный певец (бас)[100] (впоследствии народный артист СССР — 1983)
- Кукуюк, Петр Степанович (1938—1982), актёр театра
- Кушковая, Лидия Степановна (1939—2020), театральный режиссёр, актриса
- Лацанич, Игорь Васильевич (1935—2003), дирижёр
- Маляр, Владимир Николаевич (1941—2022), актёр театра и кино
- Мирошниченко, Татьяна Кузьминична (1933—2009), актриса театра
- Олялин, Николай Владимирович (1941—2009), актёр театра и кино[101]
- Орлов, Яков Иванович (1923—1981), дирижёр, композитор
- Паламаренко, Анатолий Нестерович (р. 1939), артист эстрады, чтец
- Параконьев, Константин Иосифович (1920—1987), актёр театра и кино
- Пархоменко, Валентина Фёдоровна (р. 1937), бандуристка
- Пилипенко-Миронюк, Элеонора Ивановна (р. 1936), бандуристка
- Слёта, Иван Михайлович (1937—2014), дирижёр
- Стефюк, Мария Юрьевна (р. 1948), оперная певица (лирико-колоратурное сопрано)[102] (впоследствии народная артистка СССР — 1985)
- Стригун, Фёдор Николаевич (р. 1939), актёр театра и кино[103]
- Тимошин, Валентин Петрович (1929—1993), театральный режиссёр
- Троянова, Нина Петровна (1937—1986), актриса театра
- Фоменко, Александра Николаевна (1923—2007), камерная певица (сопрано)
- Шевченко, Владимир Дмитриевич (1946—2012), артист цирка[104] (впоследствии народный артист СССР — 1988)
- Шевченко, Людмила Алексеевна (р. 1945), артистка цирка[105] (впоследствии народная артистка СССР — 1988)

## 1980-е годы (86 человек)

### 1980 год (20 человек)
- Горюшко, Георгий Георгиевич (1942—2000), артист оперетты (баритон)
- Жулковский, Иван Станиславович (1919—1999), актёр театра
- Загребельный, Павел Иванович (1934—1997), актёр театра и кино[106]
- Ивченко, Валерий Михайлович (1939—2024), актёр театра и кино[107]
- Козленко, Николай Харитонович (1921—2005), актёр театра и кино
- Ластивка, Пётр Трофимович (1922—2018), актёр театра и кино
- Максимов, Юрий Сергеевич (1930—1983), актёр театра и кино
- Мешкис, Бронислав Викторович (1928—1985), театральный режиссёр
- Носачов, Андрей Петрович (1913—1990), актёр театра
- Овчаренко, Анатолий Николаевич (1937—2007), актёр театра и кино
- Олексенко, Степан Степанович (1941—2006), актёр театра и кино[108] (впоследствии народный артист СССР — 1991)
- Ончул, Пётр Епифанович (р. 1936), оперный певец (баритон)
- Резникович, Михаил Иерухимович (р. 1938), театральный режиссёр
- Слёзка, Николай Иосифович (1928—2009), актёр театра и кино
- Смолярова, Александра Захаровна (1925—2014), актриса театра
- Ступка, Богдан Сильвестрович (1941—2012), актёр театра и кино[109] (впоследствии народный артист СССР — 1991)
- Тимошко, Тамара Михайловна (р. 1942), артистка оперетты
- Шутько, Николай Алексеевич (1927—2010), актёр театра и кино[110]
- Щербаков, Виктор Геннадьевич (1935—2009), актёр театра и кино
- Янчуков, Александр Тимофеевич (1910—1982), актёр театра

### 1981 год (13 человек)
- Божко, Людмила Федоровна (р. 1941), оперная певица (колоратурное сопрано)
- Гончар, Андрей Петрович (р. 1936), актёр театра и кино[111]
- Золотова, Евгения Борисовна (1928—2020), актриса театра
- Кондратюк, Нестор Павлович (1937—2014), актёр театра и кино
- Литвиненко, Леонид Андреевич (1923—2006), актёр театра
- Лысенко, Евгений Васильевич (1933—2002), актёр театра
- Никитин, Пётр Иванович (1936—2005), актёр театра
- Сумской, Вячеслав Игнатьевич (1934—2007), актёр театра
- Суржа, Юрий Ильич (1937—2019), актёр театра и кино
- Терентьев, Виктор Сергеевич (1928—1993), театральный режиссёр
- Толок, Виталий Павлович (1930—2003), театральный режиссёр, актёр
- Харченко, Мария Фёдоровна (1924—2016), актриса театра
- Чайкин, Всеволод Константинович (1935—1996), актёр театра

### 1982 год (17 человек)
- Гамкало, Иван Дмитриевич (р. 1939), дирижёр
- Глущенко, Фёдор Иванович (1944—2017), дирижёр
- Гурин, Василий Данилович (1928—2000), актёр театра
- Дущенко, Евгений Васильевич (1925—2011), дирижёр
- Загребельный, Александр Николаевич (1937—1993), оперный певец (бас)
- Кадырова, Лариса Хамидовна (р. 1943), актриса театра и кино
- Кухарец, Евгений Иванович (1945—1987), дирижёр, композитор
- Остапенко, Лариса Ивановна (1935—2010), оперная певица (меццо-сопрано)
- Охрименко, Василий Иванович (1927—2006), дирижёр
- Павловский, Виктор Александрович (1925—1998), актёр театра и кино
- Прядченко, Николай Данилович (1951—2014), артист балета, балетмейстер
- Ризоль, Николай Иванович (1919—2007), баянист
- Рудницкая, Ольга Фёдоровна (1926—2004), актриса театра
- Табаровский, Борис Моисеевич (1923—2004), актёр театра и кино[112]
- Цимбалист, Виктор Петрович (1931—1998), актёр театра и кино
- Юрченко, Людмила Владимировна (р. 1943), оперная певица (меццо-сопрано)
- Яблонская, Галина Гиляровна (р. 1928), актриса театра

### 1983 год (10 человек)
- Гуляницкий, Алексей Феодосьевич (1933—2021), дирижёр
- Денисенко, Владимир Терентьевич (1930—1984), кинорежиссёр, сценарист
- Жордания, Вахтанг Георгиевич (1942—2005), дирижёр
- Киришев, Николай Александрович (р. 1936), оперный певец (бас)
- Мащенко, Николай Павлович (1929—2013), кинорежиссёр
- Пивоваров, Валентин Михайлович (р. 1948), оперный певец (бас)
- Сивач, Валерий Николаевич (1929—2004), актёр театра и кино
- Стратиенко, Тамара Николаевна (р. 1946), диктор телевидения
- Цимбал, Татьяна Васильевна (р. 1946), диктор телевидения
- Шекера, Анатолий Фёдорович (1935—2000), артист балета

### 1984 год (9 человек)
- Мирошниченко, Виктор Афанасьевич (1936—2001), актёр театра и кино, театральный режиссёр
- Мирошниченко, Виктор Николаевич (1937—1987), актёр театра и кино
- Новиков, Анатолий Григорьевич (1927—2017), театральный режиссёр, актёр
- Паламарчук, Антонина Феофановна (1937—2011), актриса театра
- Петухов, Михаил Васильевич (р. 1950), артист балета
- Сосюра, Людмила Андреевна (р. 1934), актриса театра и кино
- Таранец, Александр Михайлович (1924—1998), концертно-камерный певец (лирический баритон)
- Фицалович, Христина Павловна (1938—2020), актриса театра
- Шарварко, Борис Георгиевич (1929—2002), театральный режиссёр

### 1985 год (13 человек)
- Басистюк-Гаптар, Ольга Ивановна (р. 1950), певица (сопрано)
- Бойко, Анатолий Иванович (1945—2021), оперный певец (бас)
- Герасименко, Марина Константиновна (1941—2003), актриса театра
- Забиляста, Лидия Леонидовна (р. 1953), оперная певица (сопрано)
- Зинкевич, Василий Иванович (р. 1945), эстрадный певец (лирико-драматический тенор)
- Крюкова, Нила Валерьевна (1943—2018), актриса театра
- Лукашев, Владимир Анатольевич (р. 1936), оперный режиссёр
- Маковецкая, Людмила Георгиевна (р. 1948), артистка оперетты (лирико-колоратурное сопрано)
- Матвиенко, Нина Митрофановна (1947—2023), певица
- Нещотний, Геннадий Никанорович (1938—2016), бандурист
- Пашкевич, Анатолий Максимович (1938—2005), дирижер, композитор
- Пономаренко, Иван Викторович (1945—2019), оперный певец (баритон)
- Сегал, Александр Наумович (1919—2010), артист балета, балетмейстер

### 1986 год (2 человека)
- Бобырь, Андрей Матвеевич (1915—1994), бандурист
- Станкович, Евгений Фёдорович (р. 1942), композитор

### 1987 год (18 человек)
- Баенко, Виктор Иванович (1936—2004), актёр театра
- Бакштаев, Леонид Георгиевич (1934—1995), актёр театра и кино[113]
- Бессараб, Валерий Александрович (1944—2013), актёр театра и кино[114]
- Бойко, Владимир Иванович (1928—2007), певец (бас-профундо)
- Дидух, Владимир Евгеньевич (1937—2016), оперный певец (баритон)
- Ильенко, Юрий Герасимович (1936—2010), кинорежиссёр, кинооператор, сценарист
- Капустин, Анатолий Трофимович (1939—2020), оперный певец (тенор)
- Король, Александр Петрович (1941—2018), театральный режиссёр
- Нестеренко, Владимир Павлович (1926—2009), актёр театра
- Пазенко, Анатолий Фёдорович (1934—2008), актёр театра и кино
- Пруткин, Евгений Дмитриевич (1947—2023), певец (тенор)
- Реус, Валентин Николаевич (1940—2014), певец (бас)
- Тугай, Жанна Георгиевна (1937—2023), актриса театра и кино
- Харченко, Олесь Николаевич (р. 1946), певец (лирический тенор)
- Холодов, Юрий Борисович (р. 1937), альтист
- Шестопалов, Владимир Моисеевич (1938—2001), актёр театра
- Яременко, Виктор Анатольевич (р. 1963), артист балета
- Яремчук, Назарий Назарович (1951—1995), певец (тенор)

### 1988 год (13 человек)
- Бабич, Ростислав Алексеевич (1937—2021), дирижёр, композитор
- Балема, Николай Афанасьевич (р. 1948), дирижёр
- Бесфамильнов, Владимир Владимирович (1931—2017), баянист
- Брондуков, Борислав Николаевич (1938—2004), актёр театра и кино[115]
- Гаркуша, Григорий Акимович (р. 1941), певец (баритон)
- Гнатюк, Николай Васильевич (р. 1952), эстрадный певец (тенор)
- Зайцев, Борис Петрович (1925—2000), певец (баритон)
- Козак, Богдан Николаевич (1940—2024), актёр театра и кино
- Литвиненко, Таисия Иосифовна (1935—2025), актриса театра и кино[116]
- Митницкий, Эдуард Маркович (1931—2018), театральный режиссёр
- Скорик, Мирослав Михайлович (1938—2020), композитор
- Турец, Владимир Григорьевич (1945—2012), певец (бас)
- Хоролец, Лариса Ивановна (1948—2022), актриса театра и кино

### 1989 год (11 человек)
- Баженов, Анатолий Иванович (р. 1945), скрипач
- Боровик, Татьяна Васильевна (р. 1957), артистка балета
- Гаврюшенко, Анатолий Яковлевич (1928—2011), актёр театра
- Игнатенко, Владимир Дмитриевич (1940—2010), оперный певец (тенор)
- Иконник, Виктор Михайлович (1929—2000), дирижёр
- Майборода, Роман Георгиевич (1943—2018), оперный певец (баритон)
- Писарев, Вадим Яковлевич (р. 1965), артист балета
- Попудренко, Владилен Антонович (1936—2017), актёр театра
- Сильвестров, Валентин Васильевич (р. 1937), композитор
- Трофимчук, Александр Павлович (р. 1944), артист оперетты
- Чайка, Юрий Викторович (1943—2016), театральный режиссёр

## 1990-е годы (39 человека)

### 1990 год (27 человек)
- Агратина, Георгий Иванович (р. 1948), композитор
- Блажков, Игорь Иванович (р. 1936), дирижёр
- Вазин, Георгий Андреевич (1940—2002), дирижёр
- Витошинский, Роман Зенонович (1940—2019), оперный певец (лирический тенор)
- Гринько, Александр Бонифатьевич (1919—2013), актёр театра и кино[117]
- Грицюк, Григорий Владиленович (1955—2000), оперный певец (баритон)
- Гурский, Анатолий Иванович (1936—2018), актёр театра
- Гуцал, Виктор Емельянович (р. 1944), дирижёр, композитор
- Депо, Богдан Владимирович (1944-1992), дирижер
- Дубровин, Сергей Велиславович (1942—2015), оперный певец (лирико-драматический тенор)
- Криштальский, Олег Романович (1930—2010), пианист
- Литвинчук, Анатолий Григорьевич (1935—1993), театральный режиссёр
- Микитка, Тарас Остапович (р. 1939), дирижёр
- Молотай, Анатолий Михайлович (1938—2022), дирижёр
- Муратова, Кира Георгиевна (1934—2018), кинорежиссёр[118]
- Параджанов, Сергей Иосифович (1924—1990), кинорежиссёр[119]
- Попович, Иван Дмитриевич (р. 1949), эстрадный певец, композитор
- Розстальный, Виталий Григорьевич (1936—2006), актёр театра и кино
- Савчук, Евгений Герасимович (р. 1947), дирижёр
- Салик, Александр Яковлевич (1936—1998), дирижёр
- Хостикоев, Анатолий Георгиевич (р. 1953), актёр театра и кино

5 марта 1990 года, № 8905
- Попадюк, Василий Иванович (1940—1991) — артист оркестра фольклорно-этнографического ансамбля «Калина» Киевской концертной организации[120]

1 августа 1990 года, № 110
- Ванёвский, Михаил Васильевич (р. 1943) — художественный руководитель заслуженного ансамбля танца УССР «Юность» Дворца культуры имени Ю. Гагарина управления Народной образования исполкома Львовского областного Совета народных депутатов[121]

11 ноября 1990 года, № 449
- Волкова, Алина Ивановна (р. 1930) — солистка-вокалистка, творческий работник Киевской государственной филармонии[122]
- Голенко, Майя Фёдоровна (1940—1993) — солистка-вокалистка, творческий работник Киевской государственной филармонии[122]
- Гриценко, Тамара Александровна (р. 1938) — солистка-вокалистка, творческий работник Киевской государственной филармонии[122]
- Писаренко, Нина Дмитриевна (р. 1937) — солистка-вокалистка, творческий работник Киевской государственной филармонии[122]

### 1991 год (12 человек)
- Луцив, Юрий Алексеевич (р. 1931), дирижёр

1 марта 1991 года, № 808
- Калабухин, Анатолий Васильевич (1930—2022) — заведующий кафедрой Харьковского института искусств имени И. П. Котляревского, дирижёр[123]

8 апреля 1991 года, № 923
- Востряков, Александр Андреевич (1944—2023) — солист оперы, артист Государственного академического театра оперы и балета УССР имени Т. Г. Шевченко[124]
- Шопша, Николай Сергеевич (1947—2006) — солист оперы, артист Государственного академического театра оперы и балета УССР имени Т. Г. Шевченко[124]

30 мая 1991 года, № 1063
- Анткив, Зиновий-Богдан Богданович (1942—2009) — художественный руководитель — главный дирижёр Государственной мужской хоровой капеллы УССР имени Л. М. Ревуцкого, г. Киев[125]
- Карабиц, Иван Фёдорович (1945—2002) — композитор, г. Киев[125]
- Шведов, Игорь Александрович (1924—2001) — артист концертной группы «Театр исторического портрета», г. Киев[125]

17 июня 1991 года, № 1189
- Лагунова, Тамара Алексеевна (р. 1944) — солистка Донецкого государственного академического русского театра оперы и балета[126]
- Стороженко, Марат Александрович (?) — артист Днепропетровского областного украинского музыкально-драматического театра имени Т. Г. Шевченко[126]

5 сентября 1991 года, № 1484
- Бернацкий, Иван Иосифович (р. 1946) — артист Львовского государственного академического украинского драматического театра имени М. Заньковецкой[127]
- Мирус, Борис Михайлович (1928—2021) — артист Львовского государственного академического украинского драматического театра имени М. Заньковецкой[127]

30 октября 1991 года, № 1733
- Захарченко, Валерий Стефанович (р. 1941) — солист Киевской концертной организации «Киевконцерт»[128]

## Год присвоения звания не установлен (6 человек)
- Воронович, Александра Петровна (1898—1985), актриса театра (народная артистка СССР — 1954)
- Данькевич, Константин Фёдорович (1905—1984), композитор[129] (народный артист СССР — 1954)
- Иванов, Андрей Алексеевич (1900—1970), оперный певец (баритон) (народный артист СССР — 1944)
- Смолич, Николай Васильевич (1888—1968), театральный режиссёр, актёр (народный артист СССР — 1944)
- Ужвий, Наталия Михайловна (1898—1986), актриса театра и кино (народная артистка СССР — 1944)
- Ятковский, Юрий Вячеславович (1924—2020), театральный режиссёр